# Banauás-iafis
Os banauás-iafis (Kitiya) são um grupo indígena que habita o sudoeste do estado brasileiro do Amazonas, mais precisamente a Área Indígena Banawa/Rio Piranhas.